# 南比爾森縣

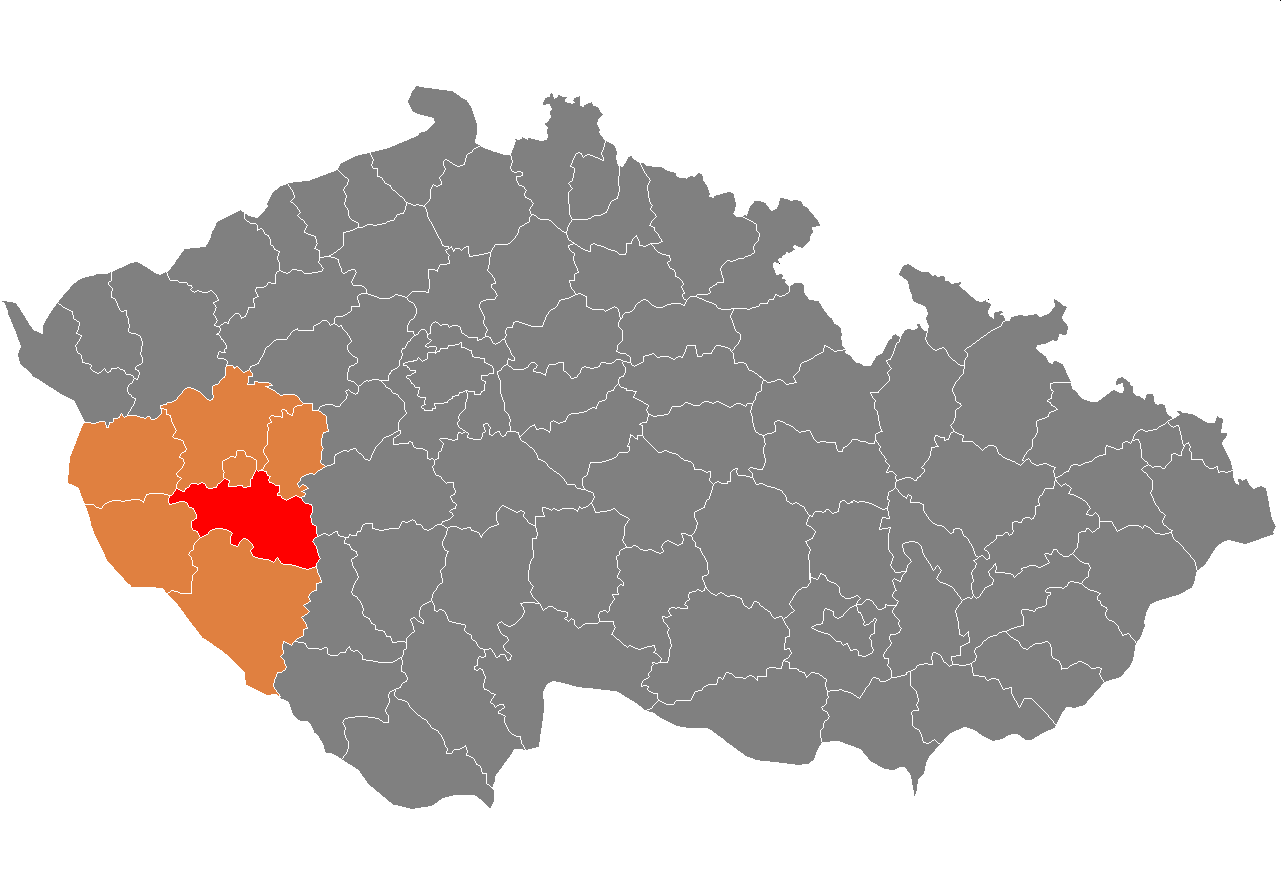

49°44′51″N 13°22′39″E / 49.74750°N 13.37750°E
南比爾森縣（捷克語：Okres Plzeň-jih），是捷克的縣份，位於該國西部，由比爾森州負責管轄，首府設於比爾森，面積990平方公里，2007年人口58,404，人口密度每平方公里59人。